# توقف و بازگشت سهموی
در تحلیل تکنیکال بازار سهام و بورس اوراق بهادار، پارابولیک سار (توقف و بازگشت سهموی) روشی است که توسط ولز وایلدر طراحی شده‌است تا تغییرات بالقوه در جهت قیمت گذاری کالاهای معامله شده مانند سهام یا مبادلات ارز مانند فارکس را پیدا کند. این یک اندیکاتور دنباله رو روند (روندی یا تعقیب کننده‌های قیمت) است و می‌تواند برای تعیین حد ضرر یا تعیین نقاط ورود یا خروج براساس قیمت‌هایی که در طول یک روند قوی در یک منحنی  پارابولیکی وجود دارد، استفاده می‌شود.